# Präsident (Verwaltung)
Der Titel eines Präsidenten wird auch außerhalb des Staatsrechts (siehe auch Staatspräsident) gebraucht. 

## Präsident als Behördenleitung
Die Leiter von folgenden Organisationen können Präsident – meist als Amtsbezeichnung – genannt werden:
- Universitäten
- Fachhochschulen
- Behörden und Bundesanstalten, festgelegt bei bestimmten Einrichtungen bzw. ab einer bestimmten Größe, beispielsweise:
  - Bundesamt für Auswärtige Angelegenheiten
  - Bundesamt für Bevölkerungsschutz und Katastrophenhilfe
  - Bundesamt für Naturschutz
  - Bundesamt für Ausrüstung, Informationstechnik und Nutzung der Bundeswehr (BAAINBw)
  - Bundesamt für das Personalmanagement der Bundeswehr (BAPersBw)
  - Bundesamt für Infrastruktur, Umweltschutz und Dienstleistungen der Bundeswehr (BAIUDBw)
  - Bundesamt für Sicherheit in der Informationstechnik
  - Bundesamt für Soziale Sicherung
  - Bundesamt für Verfassungsschutz
  - Bundesamt für zentrale Dienste und offene Vermögensfragen
  - Bundesamt für den Zivildienst
  - Bundesanstalt für den Digitalfunk der Behörden und Organisationen mit Sicherheitsaufgaben
  - Bundesanstalt für Gewässerkunde
  - Bundesanstalt für Landwirtschaft und Ernährung
  - Bundesanstalt für Materialforschung und -prüfung (hier Amtsbezeichnung Präsident und Professor)
  - Bundeseisenbahnvermögen
  - Bundesinstitut für Arzneimittel und Medizinprodukte
  - Bundesinstitut für Berufsbildung
  - Bundeskriminalamt
  - Bundesmonopolverwaltung für Branntwein
  - Bundesnachrichtendienst
  - Bundesnetzagentur
  - Bundespolizeiakademie
  - Bundespolizeipräsidium
  - Bundesrechnungshof
  - Bundesverwaltungsamt
  - Bundeszentralamt für Steuern
  - Deutsche Bundesbank
  - Eisenbahn-Bundesamt
  - Fernstraßen-Bundesamt
  - Kraftfahrt-Bundesamt (Flensburg)
  - Militärischer Abschirmdienst
  - Oberfinanzdirektionen (Oberfinanzpräsident/Finanzpräsident)
  - Physikalisch-Technische Bundesanstalt
  - Polizeipräsidium (Polizeipräsident)
  - Regierungsbezirk (Regierungspräsident)
  - Technisches Hilfswerk
  - Umweltbundesamt
  - Zentrale Stelle für Informationstechnik im Sicherheitsbereich (ZITiS)
  - Zollkriminalamt

In Deutschland werden verbeamtete Präsidenten in der Regel nach Besoldungsordnung B bezahlt; die Eingruppierung hängt von der Größe der Einrichtung ab.

## Präsident als Leitungsperson in anderen Organisationen
Darüber hinaus gibt es die Funktion des Präsidenten (Vorsitzenden, Vorstand, Geschäftsführer, CEO) u. a. auch in folgenden Einrichtungen:
- Gerichte: Gerichtspräsident (außer bei kleinen Amtsgerichten und beim Arbeitsgericht, Besoldungsordnung R)
- Kirchen, so Evangelischer Kirchentagspräsident
- Polizeipräsident
- Unternehmen
- Verbände
- Vereine, so das Goethe-Institut
- Leiter eines Gremiums, dort sitzt er dem Präsidium vor.